# Laxmannia jamesii
Laxmannia jamesii är en sparrisväxtart som beskrevs av Gregory John Keighery. Laxmannia jamesii ingår i släktet Laxmannia och familjen sparrisväxter. Inga underarter finns listade i Catalogue of Life.